# Улица Академика Королёва (Астрахань)
У́лица Акаде́мика Королёва — крупная улица в историческом районе Закутумье в центральной части Астрахани. Начинается от Адмиралтейской улицы и идёт с запада на восток параллельно улице Анри Барбюса. Пересекает улицы Куйбышева, Чехова, Московскую, Марии Максаковой, Коммунистическую, Марфинскую, Савушкина, Чугунова, Ляхова, Степана Здоровцева, Калинина и Привокзальную и проезжую часть Вокзальной площади и заканчивается у улицы Победы. По улице Академика Королёва проходит административная граница Кировского и Ленинского районов города.
Застроена зданиями разных эпох, в том числе малоэтажными зданиями дореволюционного периода и памятниками архитектуры.

## История
В 1837 году улица получила название Первая Новая Лесная, затем оно было изменено на 1-я Ново-Лесная (2-й Ново-Лесной в то время называлась сегодняшняя улица Кожанова, проходящая параллельно улице Академика Королёва к северу от неё). В 1965 году улица получила имя Фёдора Фёдоровича Раскольникова, в 1976 году переименована вновь и получила своё современное название в честь Сергея Павловича Королёва.

## Застройка
- дом 21/24/1 —  памятник архитектуры Здание церковного училища церкви во имя Казанской иконы Божьей матери (конец XIX в.)
- дом 23/48 —  памятник архитектуры Здание торговой школы Г. З. и М. С. Косовых (1906‒1907 гг.)

## Транспорт
На улице расположено несколько остановок маршрутных такси и автобусов.